# Епархия Аосты
Епархия Аосты (лат. Dioecesis Augustanus, итал. Diocesi di Аоста, фр. Diocèse d'Aoste) — епархия Римско-католической церкви с центром в городе Аоста, Италия. Епархия Аосты входит в митрополию Турина.

## История
Епархия Аосты возникла в IV веке. 1 июля 1803 года упразднена; 17 июля 1817 года восстановлена.

## Некоторые епископы
- Евстасий (фр., Eustasius, † ок. 390 года — до 451 года)
- святой Грат Аостский (Grat, † вторая половина V века)
- святой Иукунд (фр., Joconde, † 501 год — до 502 года)
- неизвестный † (ок. 507/511 год — ок. 522 года)
- Аньеллус (фр., Agnellus † ? — 528)
- святой Галл (фр., Gall или Gallus, † 15 октября 528 года — 5 октября 546 года)
- Плоцеан (Plocéan † VI век или VIII век)
- Ратборн (Ratborn † 876 — до 877)
- Лиутфред (Luitfred † упоминается в 966 или 969)
- Ансельм I († ок. 994 — 14 января 1026)
- Бурхард (фр., Burcard, † 10 марта 1026 года — июль 1033 года, когда был поставлен епископом Лионским).

## Ординарии епархии
...
- Амадео Беррути (1515 — февраль 1525);
  - вакантно (1525—1528);
- Пьер Газэн (Pierre IV Gazin, 24 января 1528 — 1556);

...
- Бартелеми Ферреро (Barthélemy Ferrero, 5 мая 1595 — 4 августа 1607);
  - вакантно (1607—1611);
- Людовик Мартини (Ludovic Martini, 31 января 1611 — 10 декабря 1621);
  - вакантно (1621—1623);
- Жан-Батист Верселлэн (Jean-Baptiste Vercellin, 13 февраля 1623 — 17 марта 1651);
  - вакантно (1651—1656);
- Филиберт Милле́ де Фаверж (Philibert Millet de Faverge, 16 октября 1656 — 29 июля 1658);

...
- Жан Грилле́ (Jean Grillet, 3 октября 1729 — 14 сентября 1730);
  - вакантно (1730—1741);
- Пьер-Франсуа де Саль де Торанс (Pierre-François de Sales de Thorens, 17 апреля 1741 — 29 ноября 1783);
- Паоло Джузеппе Соларо ди Вилланова (20 сентября 1784 — 15 мая 1803);
- Джузеппе Мария Гримальди (1 июня 1803 — 1 июля 1803);
  - епархия упразднена (1803—1818);
- епископ Андре-Мари де Местр (André-Marie de Maistre, 16 марта 1818 — 18 июля 1818);
- епископ Jean-Baptiste-Marie Aubriot de la Palme (29.03.1819 — 30.07.1823);
- епископ Évase-Second-Victor Agodino (12.07.1824 — † 24.04.1831);
- епископ André Jourdain (2.07.1832 — † 29.05.1859);
  - вакантно (1859—1867);
- епископ Jacques-Joseph Jans (22.02.1867 — † 21.03.1872);
- епископ Joseph-Auguste Duc (29.07.1872 — 16.12.1907);
- епископ Giovanni Vincenzo Tasso, C.M. (30.03.1908 — † 24.08.1919);
- епископ Claudio Angelo Giuseppe Calabrese (7.05.1920 — † 7.05.1932);
- епископ Francesco Imberti (23.07.1932 — 10.10.1945), назначен архиепископом Верчелли;
- епископ Mathurin Blanchet, O.M.I. (18.02.1946 — 15.10.1968);
- епископ Ovidio Lari (15.10.1968 — 30.12.1994);
- епископ Giuseppe Anfossi (30.12.1994 — 9.11.2011);
- епископ Franco Lovignana (с 9.11.2011).